# Frederick Russell Burnham
Frederick Russell Burnham, DSO (Tivoli, Minnesota, dentro do território sioux, 11 de maio de 1861 - Three Rivers, California, 15 de setembro de 1947), foi um explorador militar estadunidense. Foi um Major e o Chefe dos Scouts sob ordens de Lord Roberts durante a Segunda Guerra Boer. Ficou conhecido pelos serviços prestados no exército colonial britânico e por ter ensinado woodcraft (escutismo) a Robert Baden-Powell, sendo está uma das influências mais notáveis do fundador do escotismo. Burnham começou na atividade aos 14 anos e foi um perito rastreador de índios no Velho Oeste. A amizade entre os dois resultou anos depois na formulação didática do escotismo.
Após a pacificação do Velho Oeste, em 1893, Burnham partiu para África do Sul para lutar nas guerras coloniais britânicas e lá conheceu o Baden-Powell. Tal como Burnham, Baden-Powell era um batedor militar. Depois de servirem juntos na Campanha dos Matabeles em 1896, Baden-Powell começou uma amizade com e tornou-se num amigo eterno e admirador de Burnham. Foi nesta guerra que Burnham introduziu Baden-Powell ao ponto de ebulição a maneira do Oeste americano e do woodcraft, e aquí que ele usou seu chapéu Stetson e Lenço escoteiro pela primeira vez. No seu livro Correndo Riscos (Taking Chances), de 1944, descreve aquele primeiro encontro quando ele e Baden-Powell exploraram as Colinas de Matobo. Descreve também um pouco conhecido e interessante acontecimento histórico, com a dedicação do Monte Baden-Powell nas Sierras, em 1931. A dedicação do Monte Burnham nas Sierras foi em 1951.

## Carreira militar
Burnham nasceu em um reserva indígena em Minnesota, onde ele aprendeu as formas de índios americanos como um menino. Com a idade de 14 anos, ele estava apoiando-se na Califórnia, ao mesmo tempo, aprendendo aferição de alguns dos o último dos cowboys e homens da fronteira do sudoeste americano. Burnham tinha pouca educação formal, não terminar o ensino médio. Após se mudar para o território do Arizona no início da década de 1880, ele foi arrastado para a guerra Pleasant Valley, uma briga entre famílias de fazendeiros e pastores de ovelhas. Ele escapou e mais tarde trabalhou como rastreador civil para o Exército dos Estados Unidos nas Guerras Apache. Sentindo a necessidade de novas aventuras, Burnham levou sua família para a África do Sul em 1893 como a próxima fronteira subdesenvolvidos.
Burnham distinguiu-se em várias batalhas na Rodésia e na África do Sul e tornou-se chefe de escoteiros. Apesar de sua cidadania norte-americana, o seu título militar era britânico e seu posto de major foi formalmente dado a ele pelo rei Eduardo VII do Reino Unido. Em reconhecimento especial de heroísmo de Burnham, o Rei investiu-lo para os Companheiros da Ordem de Serviço Distinto, dando Burnham as mais altas honras militares ganhas por qualquer americano na Segunda Guerra Boer.
Durante a Primeira Guerra Mundial, Burnham foi selecionado como um oficial e recrutou voluntários para uma divisão do exército dos EUA similar aos Rough Riders, que Theodore Roosevelt pretendia levar para a França. Por razões políticas, a unidade foi dissolvida sem ver a ação.

### Shangani Patrol
Uma das batalhas mais notáveis a Primeira Guerra de Matabele foi o Shangani Patrol em dezembro de 1893 na qual um grupo de 34 soldados da Companhia Britânica foi emboscado por mais de 3 000 guerreiros. Um dos três sobreviventes do grupo foi Burnham. Os membros da patrulha, particularmente Major Allan Wilson e Captain Henry Borrow, foram elevados após ao status de heróis nacionais, representando o empenho diante de insuperáveis dificuldades. O aniversário da batalha tornou-se feriado na Rodésia dois anos depois. Um filme de guerra retratando o evento, Shangani Patrol, foi produzido em 1970.

### Lovat Scouts
Foi durante a Segunda Guerra Boer (1899-1902) que a necessidade de ter unidades mais especializadas ou forças especiais se tornou mais aparente. Unidades de batedores tais como os Lovat Scouts (Os Escoteiros Lovat), um regimento das Terras Altas da Escócia especializado em tácticas militares. Lovat Scouts foi criado em 1900 composto de unidades escocesas formadas por Joseph Simon Fraser, o 14º Lord Lovat, um lorde britânico, e a unidade foi comandada pelo Major Frederick Russell Burnham.
Quando a guerra acabou, os escoteiros Lovat foram desmantelados, mas se reuniram novamente apenas um ano mais tarde, desta vez em dois regimentos. Ambos viram muita ação durante a Primeira Guerra Mundial. Por esta altura, eles já haviam se estabelecido como alguns dos melhores olheiros do mundo, mas também começaram a se especializar como snipers (ou atiradores de elite, como eram chamados na época). Eventualmente, isso levou à formação, em 1916, da primeira unidade de franco-atiradora da história do exército britânico. O aparelho em si não durou muito tempo, uma vez que foi considerado muito pequeno para funcionar efetivamente como uma entidade independente.

## Conservação
Burnham se juntou várias organizações de conservação novas deserto, incluindo a Califórnia Parques estaduais Comissão. Na década de 1930, ele trabalhou com o Boy Scouts of America para salvar os grandes ovinos da buzina da extinção. Este esforço levou à criação dos Kofa e Cabeza Prieta Refúgios de Vida Silvestre nacionais no Arizona.

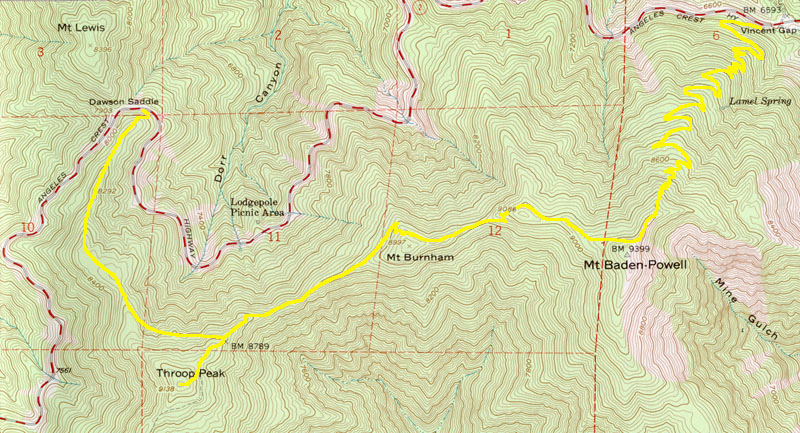
Trinha que liga o monte Burnham ao monte Baden-Powell

## Monte Burnham
Para simbolizar a amizade entre Burnham e Baden-Powell, a montanha ao lado Mount Baden-Powell, o Monte Burnham, é uma homenagem ao Major Burnham é um pico localizado na Serra de San Gabriel, no estado americano da Califórnia, próximo da cidade de Wrightwood. O nome atual foi oficializado em 1951, durante uma cerimônia comemorativa. Como símbolo da amizade, desde 1936 a montanha ao lado é chamada Monte Baden-Powell. Major Burnham foi quem decidiu homenagear Robert Baden-Powell, dando ao monte o nome dele. Entre os dois havia uma grande amizade e Baden-Powell era um grande admirador de Burnham.

## Condecoração e medalhas militares
- 1893 - British South Africa Company Medal – Reino Unido.
- 1900 – Ordem de Serviços Distintos (DSO) – Reino Unido.
- 1900 – Queen's South Africa Medal – Reino Unido.
- 1927 - Honorary Scout - Escotismo, EUA.
- 1936 – Silver Buffalo Award – Escotismo, EUA.
- 1951 – Mount Burnham – Califórnia, EUA.

## Livros e artigos publicados
- Scouting on Two Continents. Autobiografia. LC call number: DT775 .B8 (1926) (em inglês)
- Fra Alaska Til Kap: Pionerliv i Amerikas minelejre og på Sydafrikas højsletter (1929) (em dinamarquês)
- Skautem ve dvou zemědílech. Díl 2 / Frederick Russell Burnham; Přeložil a upravil H. Jost (1930) (em tcheca) (cs)
- Scouting Against the Apache, artigo publicado no livro: The Boy Scout's Book of True Adventure, Fourteen Honorary Scouts, com entra de Theodore Roosevelt e notas biográficas de James E. West. Publicado de G. P. Putnam's Sons, New York. LC call number: G525 .B77 (1931) (em inglês)
- Taps for the Great Selous, artigo publicado no livro: Hunting Trails on Three Continents, Grinnell, George Bird, Kermit Roosevelt, W. Redmond Cross, e Prentiss N. Gray (editores). Um livro do Boone and Crockett Club. New York: The Derrydale Press, (1933) (em inglês)
- Taking Chances. Autobiografia. LC call number: DT29 .B8. (1944) (em inglês)

## Livros e artigos notáveis sobre Burnham
- Fagundes, Ernani, Mestres em sobrevivência: treinados para sobreviver em pleno território inimigo, os scouts eram peritos em rastrear índios e sair de 'roubadas' em diversas situações., Aventuras na História (2010): 76+. (em português)
- Real Soldiers of Fortune. de Richard Harding Davis. LC call number: CT105 .D35 1906a. LCCN: 06042911 (1906) (em inglês) Edição electrónica livre de Real Soldiers of Fortune no Projecto Gutenberg (em inglês)
- The Boys' Own Book of Adventurers, de Albert Britt. Um capítulo sobre Burnham: Burnham, the Last of the Scouts. LC call number: G525 .B85 (1923) (em inglês)
- Folks Ushud Know; Interspersed with Songs of Courage, de Lee Shippey e A. L. Ewing. Um capítulo sobre Burnham, pp. 23 (1930) (em inglês)
- He-who-sees-in-the-dark; the boys' story of Frederick Burnham, the American scout, de James E. West y Peter O. Lamb; illustrado por Baden-Powell. LC call number: PZ9.W41 He. (1932) (em inglês)
- Greatest Scout. R. R. Money, Blackwood's Magazine, v291, p. 42-52, ISSN 0006-436X (Janeiro 1962) (em inglês)
- Tonto Basin Feud. R. R. Money, Blackwood's Magazine, v291, p. 330-41, ISSN 0006-436X (Abril 1962) (em inglês)
- Major Burnham of the Shangani Patrol, artigo de J. P. Lott, Rhodesiana Magazine (Septiembre 1976) (em inglês)
- Major F. R. Burnham, D.S.O., artigo de J. P. Lott, Rhodesiana Magazine, #36. (Março 1977) (em inglês)
- An American family on the African frontier: the Burnham family letters, 1893-1896, editado por Mary e Richard Bradford. LC call number: DT1850 .A64 1993. (1993) (em inglês)
- Burnham: King of Scouts, de Peter van Wyk. ISBN 1-4120-0901-4. (2003) (em inglês)
- A splendid savage: the restless life of Frederick Russell Burnham, de Steve Kemper. ISBN 9780393239270. (2016) (em inglês)

## Filme
- The Shangani Patrol, um filme de David Millin. Sobre uma equipe de 34 colonialistas Rodésianos que morreriam na batalha do rio Shangani na Rodésia em 1893. Burnham um militar foi um de três que sobreviveram a batalha. Filmado na Rodésia. National Film, Video and Sound Archives, Pretória, África do Sul; Internet Movie Database (1970)